# Villa Widablick
Villa Widablick är en historisk trävilla i Helsingfors i Nyland. Villan färdigställdes år 1914 på ön Villinge enligt arkitekt David Frölander-Ulfs ritningar. En av de mest igenkännbara dragen hos Villa Widablick är villans höga torn.
Under 1990-talet användes villan av scouter. Scoutkåren renoverade villan frivilligt eftersom byggnaden och dess sidobyggnader var i dåligt skick. Villan ägdes redan då av Helsingfors stad. När staden höjde hyran för villan till 900 euro lämnade scouterna byggnaden under 2010-talet, varpå den har stått tom. I början av 2024 meddelade Helsingfors stad att man kommer att sälja villan.